# Xérobromion
Le xérobromion ou pelouse calcaire sèche ou pelouse calcaire xérophile, est une formation herbacée rase et écorchée qui se développe sur des sols calcaires. 

## Caractéristiques
Sur cette pelouse calcicole, les hémicryptophytes  et les chaméphytes adaptés aux conditions xérophiles y sont dominants, et leur floraison, au printemps et en début d'été, donne alors à ces pelouses un aspect très coloré.
Les plateaux tabulaires, rebords de corniches et pentes raides en exposition sud où se développe cet habitat, entretiennent des conditions de sécheresse estivale prononcée et exercent une forte sélection au profit d'espèces adaptées à ces conditions xérophiles. Des orchidées sont parfois présentes, notamment sur les calcaires tendres.
En fonction des conditions stationnelles, ces pelouses peuvent revêtir un caractère primaire, notamment sur les corniches rocheuses ou les fortes pentes soumises à de fortes contraintes érosives bloquant la dynamique évolutive naturelle de cet habitat. En dehors de ces conditions particulières, il s'agit de pelouses secondaires, instables, issues de pratiques agropastorales extensives anciennes. En l'absence de pastoralisme, la dynamique évolutive naturelle conduit vers la fermeture progressive du milieu, avec l'apparition d'ourlets puis de fourrés, préludes à l'installation du boisement calcicole (chênaie pubescente, chênaie verte atlantique).

## Protection
Les sites majeurs (surfaces importantes, diversité végétale optimale, riches cortèges d'orchidées…) sont, pour la plupart, intégrés dans les inventaires récents du patrimoine naturel (ZNIEFF, Natura 2000),